# China Construction Bank

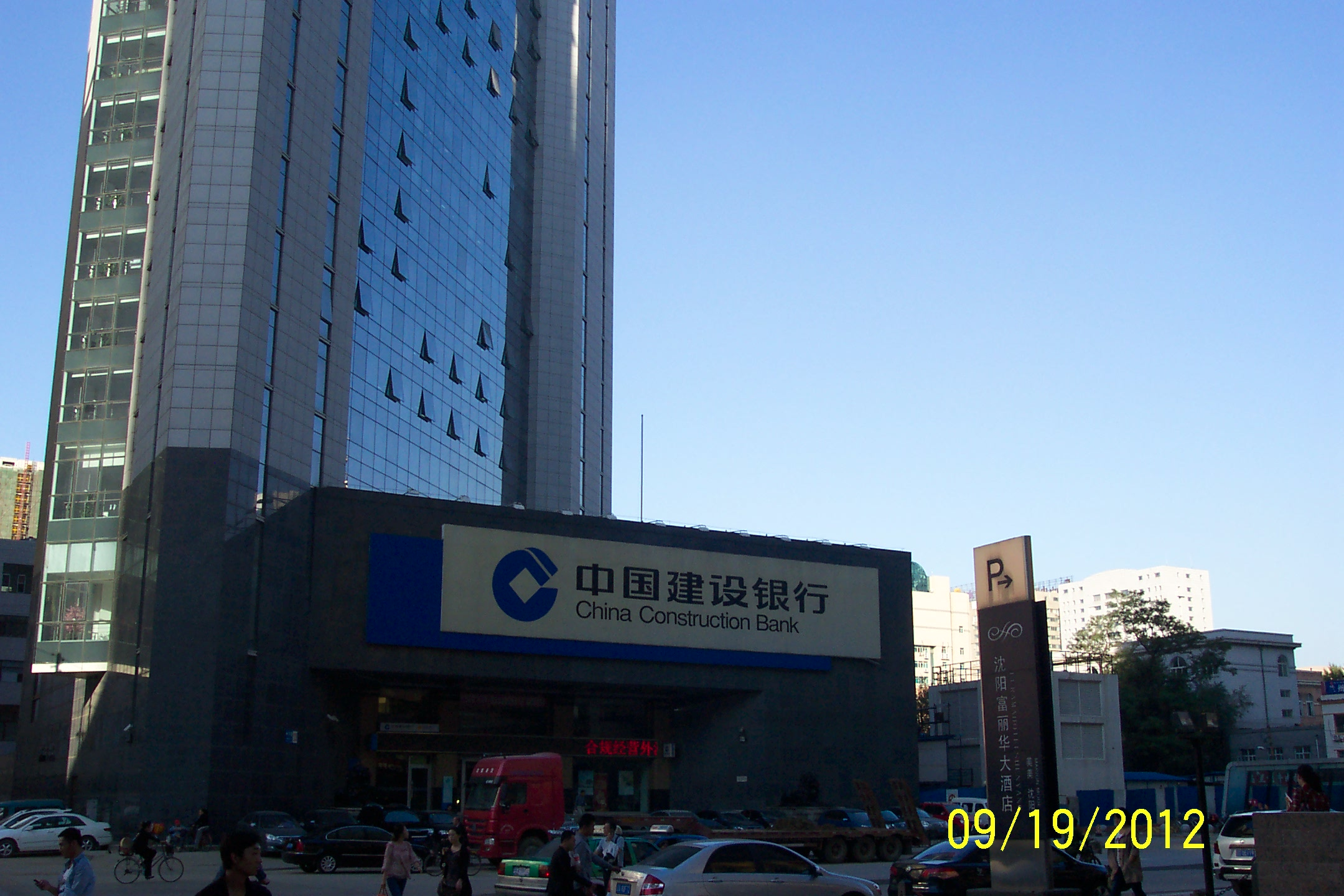
中国建设银行股份有限公司 China Construction Bank, Shenyang

O China Construction Bank (chinês: 中国建设银行 Zhōngguó Jiànshè Yínháng), CCB, é um dos quatro maiores bancos da República Popular da China (juntamente com o Banco Industrial e Comercial da China, o Bank of China e o Banco Agrícola da China), que são também os maiores do mundo. O CCB, segundo maior banco do país é também o segundo maior do mundo, em  volume de ativos.
O CCB tem aproximadamente 13 629 agências domésticas. Além disso, mantém sucursais no exterior (Barcelona, Frankfurt, Luxemburgo, Hong Kong, Johannesburg, Nova York, Seul, Singapura, Tokyo, Melbourne, Kuala Lumpur, Sydney e Auckland) e uma subsidiária em Londres. O volume total de ativos atingiu USD 3 400,25 bilhões em 2018.
Sua sede está situada no   distrito de Xicheng, em Beijing (Pequim).

## História
A história do banco remonta a 1954, quando o Banco de Construção Popular da China (em chinês: 中国人民建设银行; em pinyin: Zhōngguó Rénmín Jiànshè Yínháng) foi fundado como um banco totalmente estatal, sob a direção do Ministério das Finanças da República Popular da China, para administrar fundos do governo destinados a projetos de construção civil e infraestrutura segundo o plano econômico estatal. Em 1979, o Banco de Construção Popular da China tornou-se uma instituição financeira sob a direção do Conselho de Estado e gradualmente assumiu mais funções típicas de um banco comercial.
O Banco de Construção Popular da China tornou-se gradualmente  um  banco comercial pleno após a criação do Banco de Desenvolvimento da China, em 1994, assumindo suas funções de concessão de empréstimos. Em 26 de março de 1996, o Banco de Construção Popular da China passou a se chamar China Construction Bank.
A China Construction Bank Corporation foi constituído como banco comercial, na forma de sociedade por ações, em setembro de 2004, como resultado da separação do China Construction Bank, nos termos do direito societário chinês. Após a aprovação pelo Comitê Regulador Bancário da China, em 14 de setembro de 2004, no dia seguinte, o banco se tornou uma entidade legal independente, controlada pela holding do governo chinês, Central Huijin Investment Company - ou simplesmente "Huijin".
Em 27 de outubro de 2005, as ações H (H share) do Banco foram cotadas na Bolsa de Valores de Hong Kong (Stock Code: 939) e, em 25 de setembro de 2007, as ações A foram cotadas na Bolsa de Valores de Xangai (Stock Code: 601939).

## Governança corporativa
Governança corporativa é o sistema pelo qual as organizações empresariais são gerenciadas e controladas. A estrutura de governança corporativa especifica a autoridade e a responsabilidade dos diferentes participantes dentro da corporação, incluindo os acionistas, os diretores, a Diretoria, outros gerentes e outras partes interessadas, e delineia as regras e procedimentos para tomar decisões sobre assuntos corporativos.
Como parte do programa de reestruturação acionista, o Banco foi incorporado numa sociedade anónima de responsabilidade limitada. Seguiu-se o estabelecimento de um novo quadro de governança corporativa moderno, que definiu as várias competências e responsabilidades da Assembleia Geral, do Conselho de Administração, do Conselho de Supervisão e da Alta Administração. O objetivo deles é assegurar uma adequada separação de funções e competências entre a Assembleia Geral, o Conselho de Administração, o Conselho de Supervisão e a Alta Administração. Por conseguinte, criou uma estrutura sólida e eficaz para a elaboração de políticas, a sua aplicação e supervisão, assegurando a existência de independência e de controles efetivos entre os níveis de supervisão.

## Ligações Externas
- Site oficial do China Construction Bank
- Os chineses chegaram. ISTOÉ Online, 6 de setembro 2012.
- China Construction Bank New York ccbny.com
- China Construction Bank Singapore
- China Construction Bank Frankfurt ccbff.de
- China Construction Bank Johannesburg ccbjhd.com
- China Construction Bank Korea ccbseoul.com